# Гимназија Зајечар
Гимназија у Зајечару спада у ред најстаријих школа ове врсте у Србији. Она је прва средња школа у источној Србији, која је почела са радом 1836. године. Данас је она једна од четворогодишњих средњих школа на територији града Зајечара и функционише у оквиру образовног система Републике Србије.

## Историјат
Први учитељ, тада Главне школе која је имала два разреда, био је Живојин Керечки из Срема, која је била је смештена у згради постојеће основне школе.
Политичке прилике у Кнежевини Србији утицале су да кнежевско намесништво 1839. године одлучи да се место столовања тимочког владике пребаци из Зајечара у Неготин, а такође и зајечарска главна школа са целокупним својим инвентаром. Дотадашњи зајечарски ђаци своје школовање наставили су у Неготину, где је школа подигнута на виши ранг четвороразредне полугимназије. Кнез Милош је одобрио да се епископ Доситеј и полугимназија из Неготина преместе у Зајечар. Директор обновљене гимназије био је Стојан Бошковић, чијим је залагањем Гимназија добила школску библиотеку.
Године 1884. године Зајечар је добио седморазредну вишу гимназију, а 1893. године Гимназија је прешла у нову зграду за коју је пројекат урадио Рихард Ланг, деда Зорана Радмиловића. Многобројни ратови у Србији су прекидали рад школе (Тимочка буна, Балкански ратови, Први и Други светски рат).
Године 1960. одлуком Савета за просвету Народног одбора, Виша гимназија је пресељена у новоизграђени блок средњих школа.
Кроз зајечарску Гимназију прошли су многи ђаци. Многи од њих су постали учени и познати људи који су превазишли своје учитеље: Никола Пашић, Адам Богосављевић, Јован Атанацковић, Стеван Стојановић Мокрањац, Ђорђе Генчић, Петар Живковић, Милан Гавриловић, Бранко Лазаревић, Зоран Радмиловић и многи други.